# William Bowie
William Bowie (Annapolis Junction, 6 maggio 1872 – Washington, 25 agosto 1940) è stato un geodeta statunitense.
Ottenne un diploma B.S. (Bachelor of Science) al Trinity College di Hartford nel 1893 e, successivamente, seguì corsi di ingegneria all'Università di Leigh, ottenendo così un diploma C. E. (Batchelor's Degree in Civil Engineering).
Nel 1895 fu ingaggiato al servizio geodetico degli Stati Uniti e ne fece parte fino alla pensione, che raggiunse nel 1936.
Durante la prima guerra mondiale fece parte dei genieri americani. Fu sepolto nel cimitero nazionale di Arlington.

## Riconoscimenti
Gli sono stati intitolati due elementi morfologici sottomarini, il Bowie Seamount e il Canyon di Bowie.
Anche la William Bowie Medal è così chiamata in suo onore.
Anche la nave da ricerca idrografica USC&GS Bowie (CSS 27) dell'U.S. Coast and Geodetic Survey, in servizio dal 1946 al 1967, è stata chiamata in suo onore.